# Antvarden (Ukna socken, Småland)
Antvarden är en sjö i Västerviks kommun i Småland (det finns också en annan sjö med samma namn blott omkring en halvmil därifrån) och ingår i Storåns huvudavrinningsområde. Sjön har en area på 1,84 kvadratkilometer och ligger 72,4 meter över havet. Sjön avvattnas av vattendraget Melbyån.

## Delavrinningsområde
Antvarden ingår i det delavrinningsområde (643886-152515) som SMHI kallar för Utloppet av Antvarden. Medelhöjden är 116 meter över havet och ytan är 41,09 kvadratkilometer. Det finns inga avrinningsområden uppströms utan avrinningsområdet är högsta punkten. Melbyån som avvattnar avrinningsområdet har biflödesordning 2, vilket innebär att vattnet flödar genom totalt 2 vattendrag innan det når havet efter 25 kilometer. Avrinningsområdet består mestadels av skog (74 procent). Avrinningsområdet har 3,32 kvadratkilometer vattenytor vilket ger det en sjöprocent på 8,1 procent.